# Криминален трилър
Криминалните трилъри са филмов жанр, съчетаващ елементи на криминалните филми и трилърите. Централна роля в сюжета имат престъпници или престъпления, но атмосферата е напрегната и съжетът обикновено се фокусира върху действието.